# Aérodrome de Cotswold
L'aérodrome de Costwold, dans le Gloucestershire, à l'ouest de l'Angleterre, est une ancienne base aérienne devenue un aérodrome dédié à l'aviation générale.

## Base de la Royal Air Force
La base RAF Kamble est construite à partir en 1936, dans le cadre du renforcement de la Royal Air Force.  Elle devient opérationnelle en 1938, utilisée par une unité de maintenance. Pendant la guerre, elle sert non seulement pour la maintenance, mais aussi de base pour les avions de transport, notamment à la fin du conflit. En outre, la société Gloster y installe une usine qui produit, sous licence, le Hawker Typhoon.
Une fois que la paix venue, le rôle de la base change, et de nombreux avions devenus surnuméraires y sont entreposés. Les Red Arrows, patrouille acrobatique, utilisent la base de 1966 à 1983. Après leur départ, la base est utilisée par l'US Air Force, toujours dans un rôle de maintenance. Elle devient inutile avec la fin de la guerre froide, et toute activité militaire, britannique comme américaine, cesse en 1993.

## Reconversion civile
Après une période d'inactivité, le site est racheté par en 2001 par un investisseur, Ronan Harvey, qui le remet en état pour y attirer des activités de maintenance civile. Resource Group (filiale de la Lufthansa) y maintient une école de formation de techniciens. On y trouve aussi une activité de stockage d'avions et de déconstruction aéronautique. Quelques appareils anciens y sont entretenus et exposés.